# حمى نزفية فيروسية
الحمى النزفية الفيروسية (اختصارًا VHF) هي مجموعة متنوعة من أمراض الحيوان والإنسان التي قد تكون ناجمة عن خمس عائلات مختلفة من فيروسات الرنا: الفيروسات الخيطية والفيروسات البانيوية والفيروسات المصفرة والفيروسات الرملية والفيروسات الربدية.
تتميز جميع أنواع الحمى النزفية الفيروسية باضطرابات نزفية وحمى يمكن أن تتطور إلى حمى شديدة، صدمة والموت في كثير من الحالات. بعض مسببات المرض لها أعراض خفيفة نسبيا مثل اعتلال الكلية الوبائي الإسكندنافي بينما يمكن لآخرى مثل فيروس الإيبولا الأفريقية التسبب بمرض شديد يهدد حياة المريض.